# Szomália címere
Szomália címere egy sárga szegélyű világoskék színű pajzs, amelyen egy fehér ötágú csillagot helyeztek el. A pajzsot felül egy sárga színű stilizált korona díszíti, két oldalról pedig egy lándzsán álló leopárd tartja. Alul még két zöld pálmafalevelet, valamint egy szalagot ábrázoltak.